# Earl Park (Indiana)
Earl Park es un pueblo ubicado en el condado de Benton en el estado estadounidense de Indiana. En el Censo de 2010 tenía una población de 348 habitantes y una densidad poblacional de 142,79 personas por km².

## Geografía
Earl Park se encuentra ubicado en las coordenadas 40°41′8″N 87°25′12″O / 40.68556, -87.42000. Según la Oficina del Censo de los Estados Unidos, Earl Park tiene una superficie total de 2.44 km², de la cual 2.44 km² corresponden a tierra firme y (0%) 0 km² es agua.

## Demografía
Según el censo de 2010, había 348 personas residiendo en Earl Park. La densidad de población era de 142,79 hab./km². De los 348 habitantes, Earl Park estaba compuesto por el 98.28% blancos, el 0% eran afroamericanos, el 0% eran amerindios, el 0% eran asiáticos, el 0% eran isleños del Pacífico, el 1.44% eran de otras razas y el 0.29% pertenecían a dos o más razas. Del total de la población el 2.59% eran hispanos o latinos de cualquier raza.